# Engle i sneen
Engle i sneen er en dansk kortfilm fra 2010, der er instrueret af Sven Daniel Vinge Madsen.

## Handling
To brødre mødes på deres afdøde fars gård - deres barndomshjem.

## Medvirkende
- Jens Andersen - Klavs
- Henrik Vestergaard - Jens
- Lasse Lorenzen - Naboens søn